# Арени (винодельня)
Арени — винодельня возрастом 6100 лет, найденная в 2007 году в пещере Арени (Арени, Вайоцдзорская область, Армения), группой армянских и ирландских археологов. Раскопки велись Борисом Гаспаряном из института Археологии и Этнографии НАН РА, и Роном Пинхаси из университета в Корке, а оплачивались Фондом Гфёллера и университетом в Корке. В 2008 году к проекту также присоединился Григор Арешян из Калифорнийского университета в Лос-Анджелесе. С того времени проект оплачивался также тем же Калифорнийский университетом и Национальным географическим обществом. В 2010 году раскопки были завершены.
В винодельне были обнаружены бродильные бочки, винный пресс, кувшины для хранения и горшечные черепки. Кроме оборудования для виноделия здесь была найдена обувь из пещеры Арени.
На данный момент это древнейшая из обнаруженных виноделен в мире.

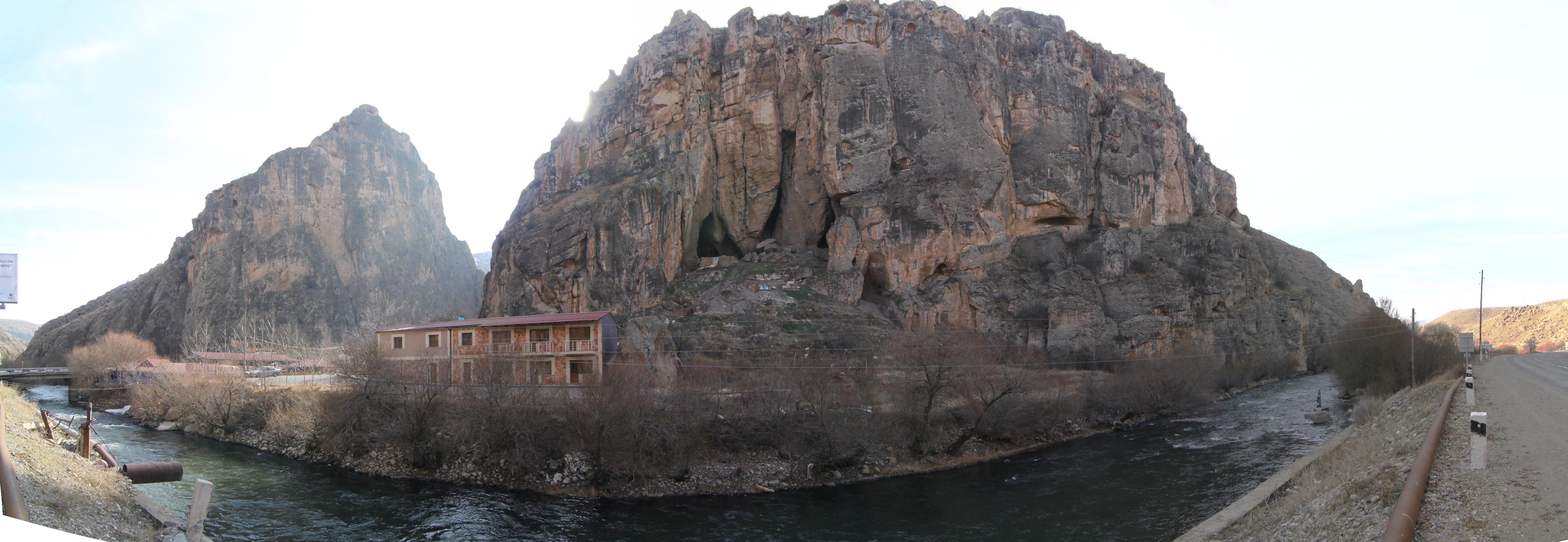
Комплекс пещер Арени, где проводились раскопки